# Machairasaurus
Machairasaurus – rodzaj teropoda z rodziny owiraptorów (Oviraptoridae) żyjącego w późnej kredzie na terenach współczesnej Azji. Został opisany w 2010 roku przez Nicholasa Longricha i współpracowników w oparciu o niemal kompletne, połączone stawowo przedramię i nadgarstek oraz fragmenty lewego nadgarstka i paliczki stóp (IVPP V15979). Do Machairasaurus wstępnie przypisano również IVPP V15980 – niekompletny szkielet obejmujący paliczki, kości śródręcza, kręgi, żebra i szewrony. Okazy te pochodzą z datowanych na kampan osadów formacji Bajan Mandahu w Mongolii Wewnętrznej. Longrich i współpracownicy wyróżnili jedną autapomorfię tego taksonu: paliczki paznokciowe palców kończyn przednich wydłużone i przypominające ostrze przy spojrzeniu z boku. Porównanie z innymi owiraptorami sugeruje, że Machairasaurus wykazywał kombinację cech zaawansowanych i prymitywnych dla tego kladu. Według analizy filogenetycznej przeprowadzonej przez autorów na drzewie rodowym Ingeniinae Machairasaurus zajmuje pozycję pośrednią pomiędzy formami bazalnymi, takimi jak Khaan i Conchoraptor, a zaawansowanymi, jak „Ingenia” i Heyuannia.
Machairasaurus był niewielkim owiraptorem – osiągał prawdopodobnie około 1,5 m długości, w przybliżeniu tyle samo, co inni przedstawiciele kladu Ingeniinae. Blisko spokrewnione z nimi Oviraptorinae osiągały przeważnie znacznie większe rozmiary. Morfologia dłoni Machairasaurus i innych przedstawicieli Ingeniinae sugeruje, że ich dłonie nie służyły do chwytania zdobyczy. Prawdopodobnie owiraptorozaury były zwierzętami głównie roślinożernymi.
Nazwa rodzajowa Machairasaurus pochodzi od greckich słów machaira („szabla”) oraz sauros („jaszczur”), zaś gatunkowa gatunku typowego, leptonychus – od leptos („smukły”) i onychos („szpon”). Oprócz szczątków tego gatunku w formacji Bajan Mandahu odnaleziono również skamieniałości żółwi, łuskonośnych, ssaków i dinozaurów, spośród których najliczniejsze były protoceratopsy. W późnej kredzie na terenach tych znajdowała się prawdopodobnie gorąca pustynia, przypominająca współczesne pustynie australijskie lub pustynię Sonora.